# Chitala chitala
Espèce
Statut de conservation UICN

 NT  : Quasi menacé
Chitala chitala (Hamilton, 1822) ou poisson-couteau est une espèce de poisson de la famille des Notopteridae. Il est originaire des régions de l'Inde et d'Asie du sud-est : la Thaïlande et le fleuve Mékong ainsi que l'Indonésie. C'est un poisson considéré comme un mets de choix.

Commerce du Chitala en Thaïlande
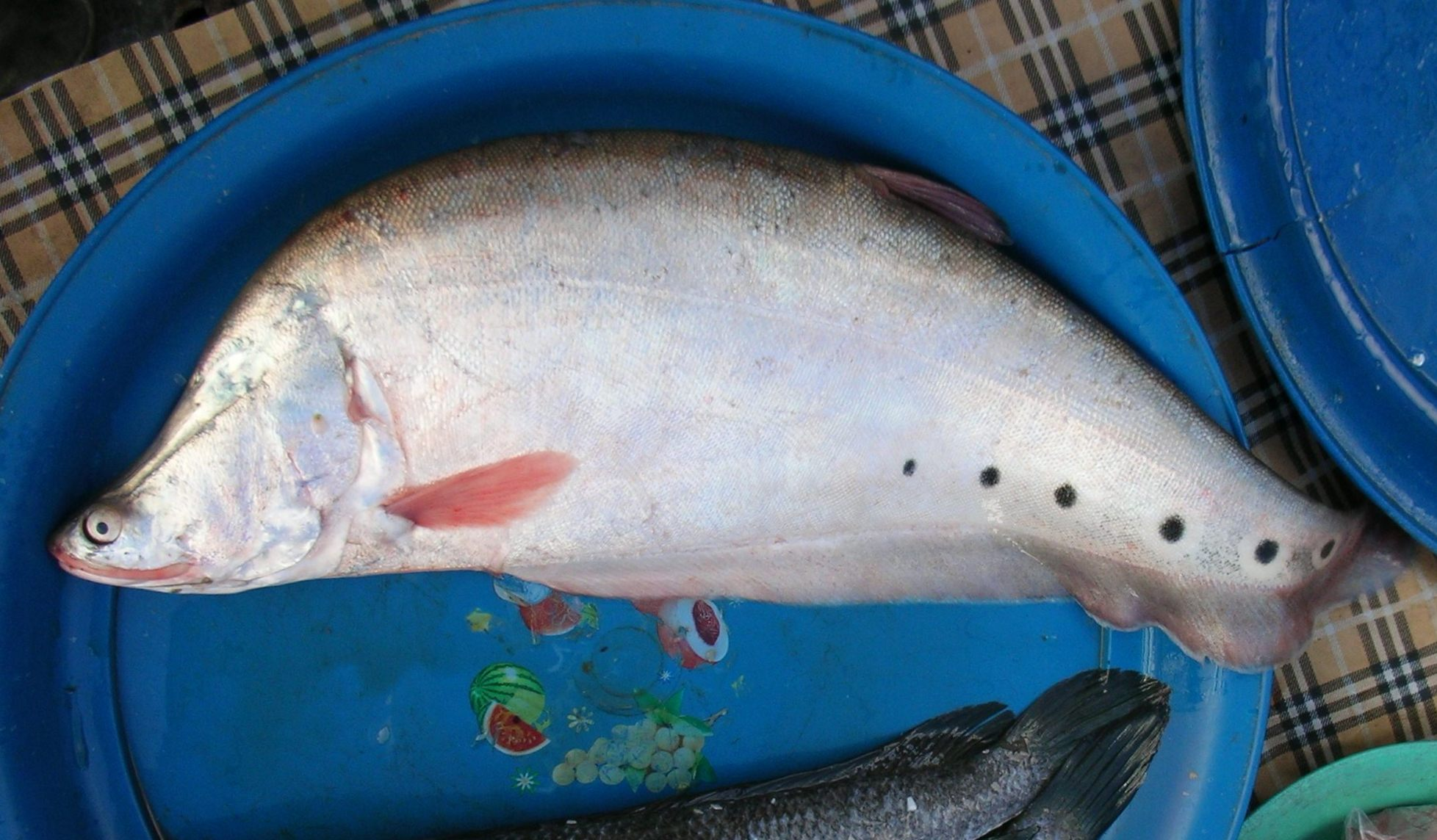
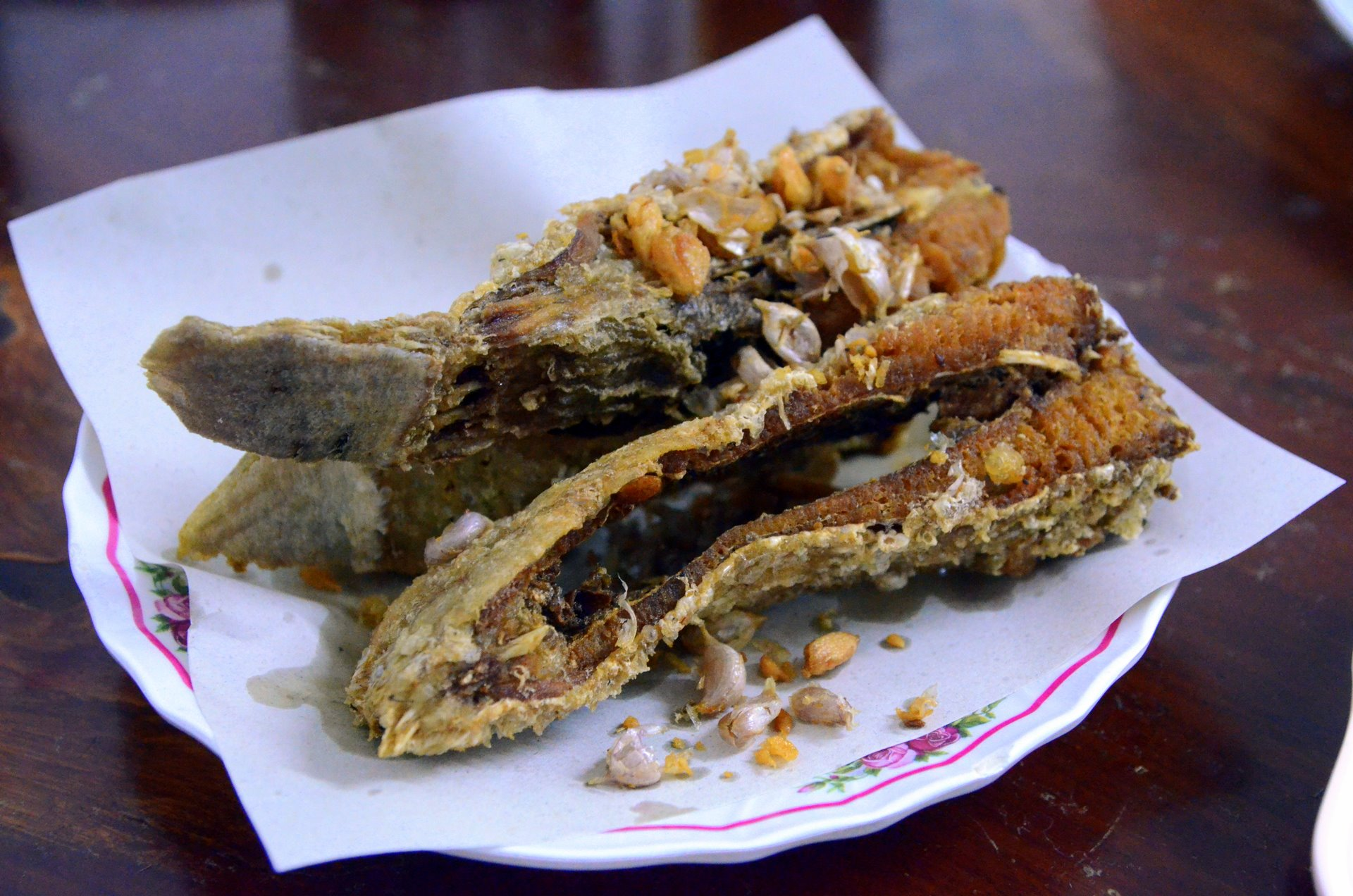

Synonyme : Notopterus chitala (Hamilton, 1822) - non valide

## Description
Ce poisson d'eau douce mesure jusqu'à 87 cm de long.
Il a un dos bossu avec une minuscule nageoire dorsale ressemblant à une plume. Sa longue nageoire anale lui permet de se déplacer aussi bien en avant qu'en arrière.
Le poisson-couteau chitala chitala de la région thaïlandaise présente sur ses flancs des taches noires en forme d'ocelles ; le chitala chitala d'Indonésie est uniformément gris ou brun.
Il aime se cacher parmi les plantes et les racines noueuses et il mange uniquement des proies vivantes.